# 2024 en arts plastiques
| Années des arts plastiques : 2021 - 2022 - 2023 - 2024 - 2025 - 2026 - 2027    |
| Décennies des arts plastiques : 1990 - 2000 - 2010 - 2020 - 2030 - 2040 - 2050 |

Cette page concerne l'année 2024 en arts plastiques

## Événements
- 3 juillet : publication dans Nature de la datation d'une peinture rupestre de la grotte de Leang Karampuang (île de Célèbes en Indonésie) d'une peinture rupestre représentant un cochon verruqueux et trois humains ; estimée vieille de 51 200 ans, il s'agit de la plus ancienne œuvre d'art figurative connue au monde[1].

## Œuvres
- x

## Décès

### Janvier
- 2 janvier : Attila Futaki (dessinateur, peintre et scénariste hongrois,
- 8 janvier : Paul-Armand Gette, sculpteur, photographe plasticien et écrivain français,
- 9 janvier : Fernando García Ramos, poète et sculpteur espagnol,
- 16 janvier : Jacques Teulet, peintre, graphiste et lithographe figuratif français (° 20 février 1949).

### Février
- 26 février : Rolf Aamot, peintre, réalisateur, photographe et compositeur norvégien (° 28 septembre 1934).

### Juin
- 5 juin : Ben, artiste français d'origine suisse (° 18 juillet 1935),
- 20 juin : Zeev Kun, peintre israélien d’origine hongroise (° 16 avril 1930),
- 29 juin : Jacqueline de Jong, peintre, sculptrice et graphiste néerlandaise (° 3 février 1939).

### Septembre
- 11 septembre : Peter Klashorst, peintre, sculpteur et photographe néerlandais (° 11 février 1957),
- 14 septembre : Brenda Fajardo, peintre et graveuse philippine (° 8 mars 1940).

### Décembre
- 26 décembre : François Szulman, peintre figuratif français (° 5 juin 1931).